# Hódmókus
A hódmókus vagy vörös hódmókus (Aplodontia rufa) a hódmókusfélék (Aplodontidae) családjának, azon belül az (Aplodontia) nemnek az egyetlen faja.

## Megjelenése
Testhossza 30-43 centiméter, farokhossza 2,5–3 cm, tömege 900-1300 gramm. Úgy néz ki, mint egy farok nélküli pézsmapocok; bundája felül sötétbarna, hasoldala világosabb; feje tömpe, lábai rövidek, szemei és fülei kicsinyek. Valamennyi lábán öt ujj van, a mellsőkön az első lapított, a többiek hosszú karmokkal.

## Előfordulása
A hódmókus Észak-Amerikában él. Elterjedési területébe beletartozik Brit Columbia délnyugati fele, Washington és Oregon szövetségi államok nyugati tájai, Észak-Kalifornia, Nevada középső vidékei.
Erősen nedves talajú erdőkben és bozótosokban él, főként a folyók közelében.

## Alfajai
A hódmókusnak hét alfaját különböztetik meg.
- Aplodontia rufa rufa – Washingtoni hódmókus, Rafinesque, 1817, ez az alapfaj. Washington szövetségi államban él elsősorban az Olympic félszigeten.
- Aplodontia rufa rainieri Merriam, 1899 Brit Columbia déli részétől Kalifornia északi részéig fordul elő a Sziklás-hegységben
- Aplodontia rufa pacifica – Oregoni hódmókus, Merriam, 1899, Oregon állam Csendes-óceáni partvidékén él.
- Aplodontia rufa humboldtiana Taylor, 1916, Kalifornia állam északnyugati területén fordul elő.
- Aplodontia rufa californica – Kaliforniai hódmókus, Peters, 1864, Kalifornia állam északi részén él, a Sierra Nevada vidékén.
- Aplodontia rufa phaea – Point-Reyes-hódmókus, Merriam, 1899, Kalifornia állam északi részén él, San Francisco környékén. A Természetvédelmi Világszövetség szerint "veszélyeztetett" alfaj.
- Aplodontia rufa nigra – Point-Arena-hódmókus, Taylor, 1914 egy kis területen fordul elő Mendocino megyében, Kalifornia államban. A Természetvédelmi Világszövetség szerint "veszélyeztetett" alfaj.

## Életmódja
Életmódja a hódéhoz hasonló. A hódmókus legközelebbi rokonai a mókusfélék.
Neve arra a szokására utal, hogy – hasonlóan a hódokhoz – patakokat térít el, ágakat darabol fel, és lerágja róluk a kérget. Láttak már hódmókusokat 2200 méter magasan is, bár többnyire ennél alacsonyabban tartózkodnak. Nem alszanak téli álmot, rendszerint éjszaka tevékenyek, csupán ősszel láthatjuk őket alkalmilag nappal is. Járataikat mellső lábaikkal ássák, a fölösleges földet fejükkel és vállukkal tolják a kijárathoz. Ásás közben metszőfogaikat is használják. Föld alatti alagútjaik rendszerint nincsenek túlságosan mélyen. Tanyájuk mintegy 1,5 méter mélyen lévő, 40–50 cm átmérőjű lakóüreg, melybe durva növényi anyagot hordanak, majd növényi  részecskékkel bélelik. A vakon végződő oldaljáratokban vannak az ürüléklerakó helyek és a táplálékmaradványok. Raktáraik mellett vannak olyan üregek is amelyekben teniszlabdánál nagyobb, agyagból és kövekből készült golyókat formálnak. Ezeket rágják, amikor fogaikat élesítik, máskor a már használaton kívüli kamrákat zárják el  velük. A várnak több, akár  tíz kijárata is van, és úgy helyezkedik  el, hogy hőmérséklete és a légnedvesség állandó legyen.
A hódmókus üregei nagyon sok állatfajnak nyújtanak menedéket. Üregeikben élhetnek kétéltűek (főleg szalamandrák), teknősök, rágcsálók, nyulak, menyétfélék, bűzösborzok, de olyan viszonylag nagyobb testű állatok is, mint az amerikai borz vagy a halásznyest. Ez utóbbiak azonban már nem mindig csak társbérlők, többnyire beköltözés után elfogyasztják az üreg tulajdonosát is.
A hódmókus kizárólag növényi anyagokkal táplálkozik. Legjobban a saspáfrányt, a tűlevelű és a keményfák kérgét, valamint a fűféléket kedveli. A lerágott zöld növényi részeket fonnyadni hagyja. Amit nem tud nyomban elfogyasztani, azt a kamrájába cipeli, ahol a növényi részek nedvesen maradnak. Bár nem valami jól kúszik, mégis felmászik  a fákra, hogy ott kisebb gallyakat rágcsáljon le.
Legnagyobb ellenségei a vörös hiúz, az amerikai nyérc, a hermelin, a hosszúfarkú menyét, a szirti sas és az amerikai uhu. Olykor a nagyobb testű ragadozók, így a puma vagy a prérifarkas is elkapja.

## Szaporodása
A nőstények évente egyszer, márciusban vagy áprilisban 2-3 kölyköt ellenek.

## Egyéb
Miután a hódmókusok előszeretettel rágják le a fiatal fák kérgét, az erdőtelepítéseken érzékeny károkat okozhatnak, különösen ott, ahol újratelepítik a duglász- és hemlokfenyőket.
A hódmókus bundájában élősködik a világ legnagyobbra növő bolhafaja. A Hystrichopsylla schefferi a 9 mm-es hosszt is elérheti.

## Származása
A hódmókusnak a ma élő rágcsálók között nincs közeli rokona. Élő kövület. Az egyik legősibb ma is élő rágcsálófaj. 
Családjának, az Aplodontiidae családnak utolsó élő képviselője.
A családnak fosszilizálódott maradványai már az eocén korból való kőzetekben megtalálhatóak. A család feltehetőleg Észak-Amerikából származik, de az oligocén korban Eurázsiában is éltek képviselői. Innen a pliocén kor kezdetén tűntek le végleg. Fajainak többsége később Észak-Amerikában is kihalt és a faj a pliocén kor végére magára maradt. Feltehetően azért tudott életben maradni máig, mert a később kifejlődött, modernebb rágcsálófajok közül nem alakult olyan faj, amelyik az életterébe behatolt volna.
A család rokonsági körét nem könnyű behatárolni. A hódfélék a legközelebb álló család, de ezek is viszonylag távolabbi rokonai csupán.